# Kabinett Hirota
Das Kabinett Hirota (jap. 広田内閣, Hirota naikaku) regierte Japan unter Führung von Premierminister Hirota Kōki vom 9. März 1936 bis zum 2. Februar 1937.
| Amt                                     | Name                                      | Kammer (Wahlkreis) | Fraktion |
| --------------------------------------- | ----------------------------------------- | ------------------ | -------- |
| Premierminister                         | Hirota Kōki                               |                    |          |
| Außenminister                           | Hirota Kōki bis 2, April 1936             |                    |          |
| Außenminister                           | Arita Hachirō bis zum 2. Februar 1937     |                    |          |
| Innenminister                           | Ushio Keinosuke                           |                    |          |
| Finanzminister                          | Baba Eiichi                               |                    |          |
| Heeresminister                          | Terauchi Hisaichi                         |                    |          |
| Marineminister                          | Nagano Osami                              |                    |          |
| Justizminister                          | Hayashi Raisaburō                         |                    |          |
| Kultusminister                          | Ushio Keinosuke bis 25. März 1936         |                    |          |
| Kultusminister                          | Hirao Hachisaburō bis zum 2. Februar 1937 |                    |          |
| Minister für Landwirtschaft und Forsten | Shimada Toshio                            |                    |          |
| Minister für Industrie und Handel       | Kawasaki Takukichi bis 27. März 1936      |                    |          |
| Minister für Industrie und Handel       | Ogawa Gōtarō bis zum 2. Februar 1937      |                    |          |
| Minister für Kommunikation              | Tanomogi Keikichi                         |                    |          |
| Eisenbahnminister                       | Maeda Yonezō                              |                    |          |
| Kolonialminister                        | Nagata Hidejirō                           |                    |          |

## Andere Positionen
| Amt                        | Name              |
| -------------------------- | ----------------- |
| Chefkabinettssekretär      | Fujinuma Shōhei   |
| Leiter des Legislativbüros | Tsukita Daizaburō |